# 9533 Aleksejleonov
9533 Aleksejleonov è un asteroide della fascia principale. Scoperto nel 1981, presenta un'orbita caratterizzata da un semiasse maggiore pari a 2,6178481 UA e da un'eccentricità di 0,1748319, inclinata di 6,60504° rispetto all'eclittica.